# Frans Banning Cocq
Pour les articles homonymes, voir Cocq.
Frans Banning Cocq ou Frans Banninck Cocq (l'orthographie Banning semble incorrecte), seigneur libre de Purmerland et Ilpendam, est un chevalier, un bourgmestre et militaire d'Amsterdam de la première moitié du XVIIe siècle, à l'époque du Siècle d'or néerlandais. Il serait né en 1605 et mort en 1655. Cet homme politique amstellodamois, qui appartient au riche et puissant patriciat néerlandais, le regenten, est surtout connu pour être la figure centrale de la célèbre toile La Ronde de nuit (1642) de Rembrandt.

## Biographie

### Origines et famille

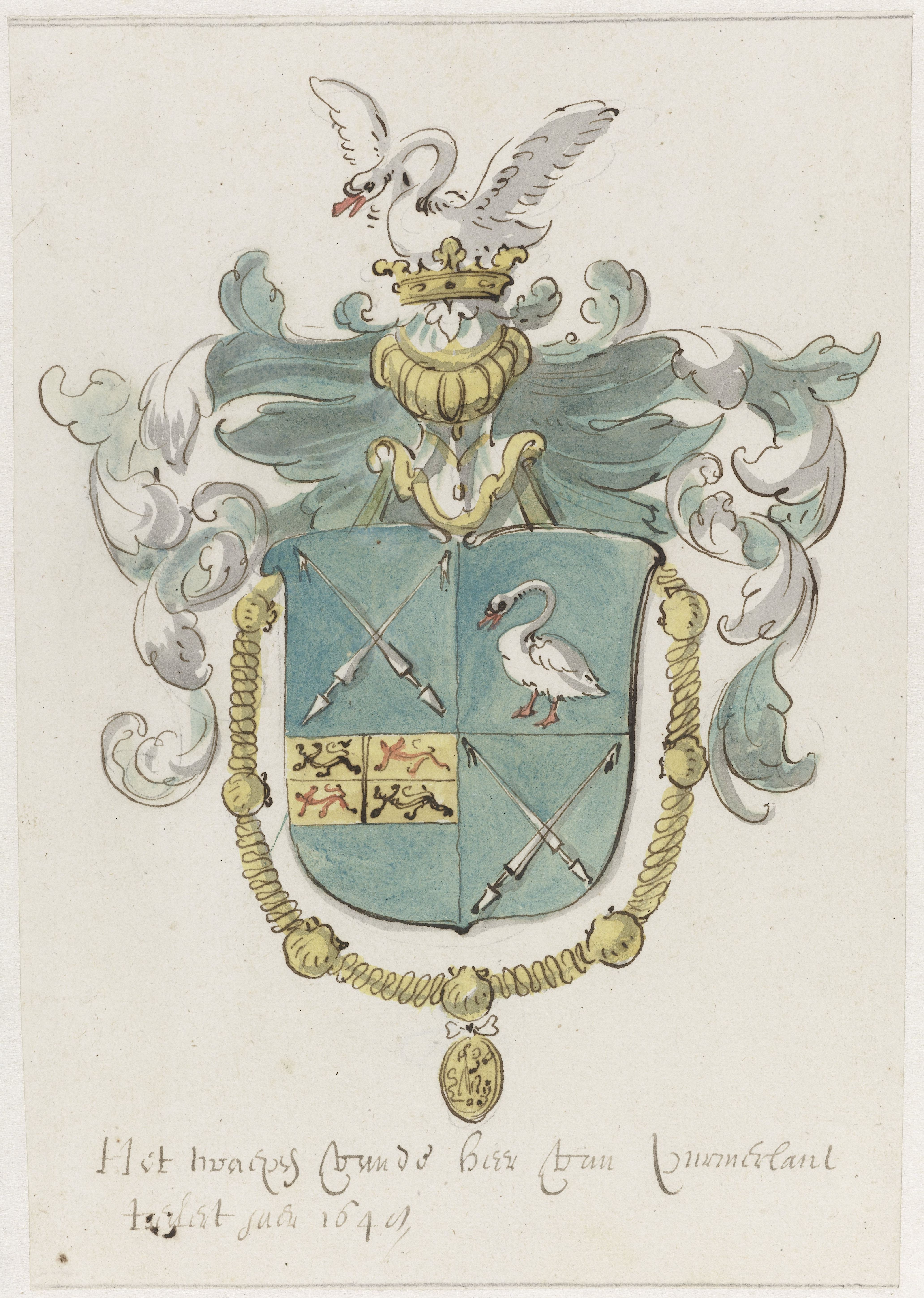
Armoiries de Frans Banninck Cocq, dessin de Pieter Jansz., 1648, cabinet des estampes du Rijksmuseum Amsterdam.

Frans nait le 23 février 1605 dans la Warmoesstraat, dans la maison de Gloeyende Oven, fils de Jan Jansz Cock (1575–1633), un pharmacien local d'origine allemande. Son père, né à Brême, s'installe vers 1592 à Amsterdam. On ne sait rien de son grand-père. Il est marié à Lysbeth Fransdr Banninck (1581-1623) d'origine amstellodamois. Dans le patriciat d'Amsterdam des XVIe et XVIIe siècles, deux familles ont des noms très similaires, la famille Banning (h), également connue sous le nom de Benning (h), et la famille Banninck, qui ne sont pas étroitement liées l'une à l'autre. La première famille nommée est d'une plus grande importance, car ses membres appartiennent au gouvernement de la ville pendant une plus longue période de temps. La mère de Banninck Cocq appartient à la famille la moins importante, et est liée au bourgmestre d'Amsterdam Cornelis Hooft.
S'écartant de la tradition selon laquelle, en tant que premier-né, Frans doit recevoir le nom de son grand-père paternel, il reçoit le prénom et le nom de son grand-père maternel Frans Banninck (1544-1582), décédé jeune. Les Banninck sont membres du conseil municipal d'Amsterdam depuis des générations ; le jeune Frans est donc destiné à suivre les traces de son grand-père, un régent d'Amsterdam, qui n'est jamais devenu maire en raison de sa mort prématurée. De cette façon, les parents notifient leur droit de continuer une tradition familiale. Frans est baptisé le 27 février 1605 à l'Oude Kerk (Amsterdam). Comme ses parents ne sont pas mariés, cela fait scandale, mais le 17 septembre de la même année, ses derniers se rendent à la mairie pour acter leur mariage.

### Jeunesse et mariage
Frans Banninck Cocq, qui semble avoir un frère sourd, grandit en face de l'actuel musée de la maison de Rembrandt dans cette partie de la Sint Antoniesbreestraat qui plus tard et encore aujourd'hui s'appelle la Jodenbreestraat. Il étudie le droit à l'université de Poitiers et à l'université de Bourges entre 1625 et 1627, en vue de poursuivre une carrière dans l'administration municipale.
En 1630, il épouse Maria Overlander van (1603-1678), dame libre de Purmerland et Ilpendam, fille du chevalier Volkert Overlander, marchand, l'un des fondateurs de la Compagnie néerlandaise des Indes orientales, plusieurs fois bourgmestre d'Amsterdam et seigneur de Purmerland et Ilpendam. L'une de ses sœurs, Geertruid Overlander van Purmerland (1609–1634), est mariée à l'homme d'État et bourgmestre d'Amsterdam Cornelis de Graeff.
Par son mariage, Banninck Cocq se lie aux puissantes familles Bicker et De Graeff d'Amsterdam ainsi qu'à la famille de Johan de Witt, plus tard grand-pensionnaire de Hollande. À la mort de son beau-père, Frans Banninck Cocq hérite de ses propriétés, dont le titre de seigneur de Purmerland et d'Ilpendam, ainsi que du château d'Ilpenstein au nord d'Amsterdam et de la maison du De Dolphijn dans la ville même. À Ilpenstein, Banninck Cocq décore la salle principale avec des portraits des ancêtres de sa femme. Le couple n'a pas d'enfant.
Le couple vit dans les années 1600 dans la maison De Dolphijn, Singel 140-142, conçu par Hendrick de Keyser pour Hendrik Laurenszoon Spiegel, achetée en 1609 par Volkert Overlander pour 14 000 florin,.

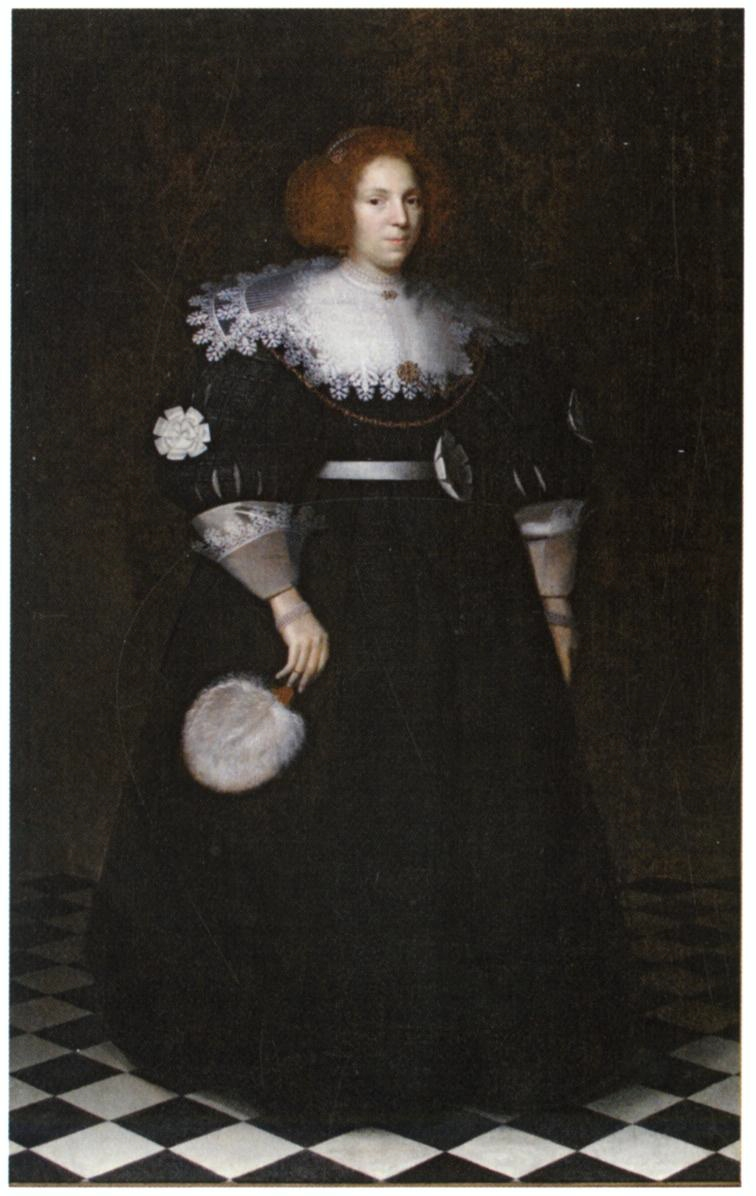
Wybrand de Geest, Portrait de mariage de Maria Overlander, 1630, huile sur toile, Prinsenhof de Delft.
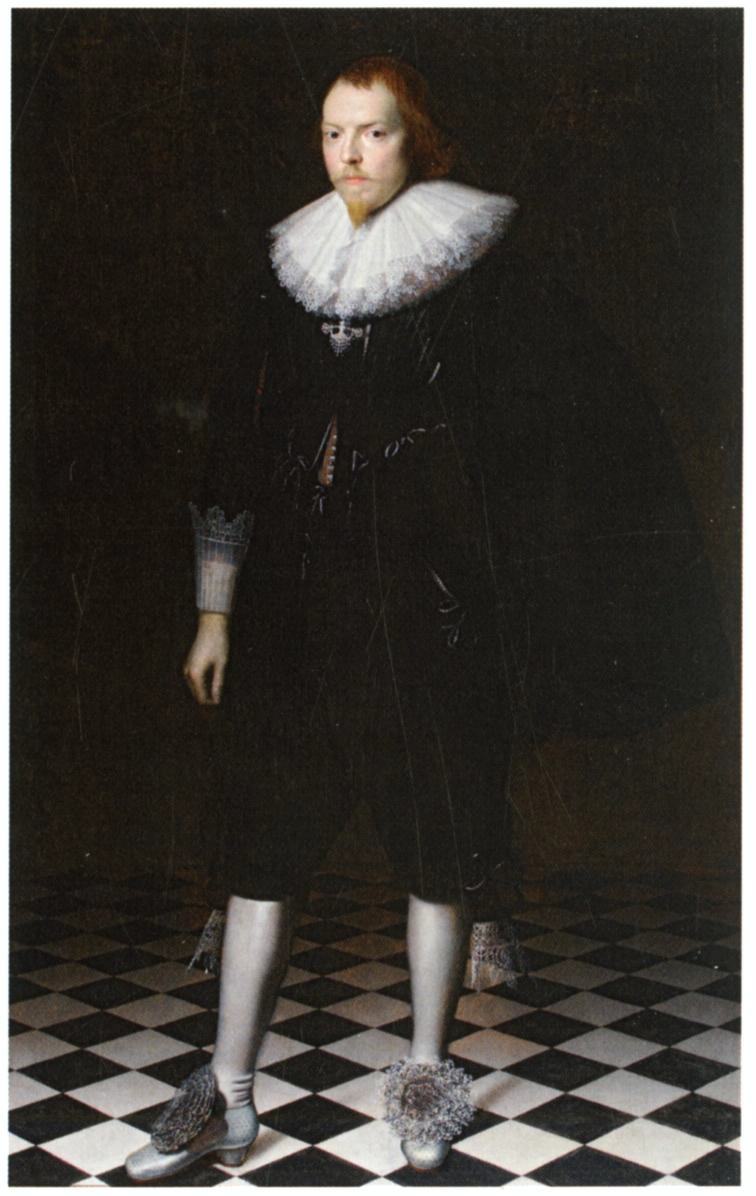
Wybrand de Geest, Portrait de mariage de Frans Banninck Cocq, 1630, huile sur toile, Prinsenhof de Delft.
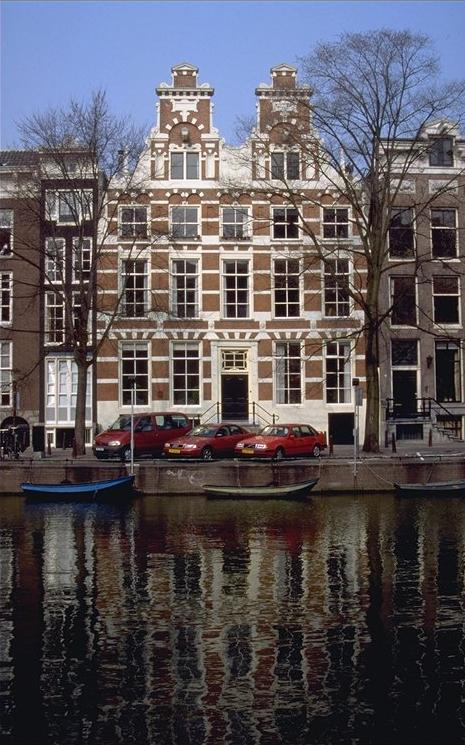
De Dolphijn, Singel 140, où habitait Banninck Cocq.

### Carrière politique
À partir de 1632, Frans Banninck Cocq occupe un grand nombre de postes dans l'administration de la ville d'Amsterdam. En 1632, 1633 et 1636, il devient membre de la Commission des affaires conjugales. En 1634, 1635, 1641, 1643, 1644 et 1650, il est membre de la Commission des petites affaires (Commissaris van Kleine zaken). En 1634, il succède à son beau-père en tant que membre du vroedschap (conseil municipal). En 1637, 1640, 1642, 1645, 1646, 1648 et 1649, il est élu échevin. De 1638 à 1639, il est membre de la commission pour l'emprunt municipal (Commissaris van de Bank van Leening).
En 1648, il est reçu chevalier de l'Ordre de Saint-Michel. En 1650, il est nommé bourgmestre d'Amsterdam et réélu en 1651, 1653 et 1654. Il agit en étroite collaboration avec son beau-frère Cornelis de Graeff, chef de la faction opposée modérée à la maison d'Orange-Nassau, et Johan Huydecoper van Maarsseveen. En 1652, il occupe le poste de vérificateur de l'administration de la ville et est également fiduciaire du fonds des orphelins,,.

### Carrière militaire,La Ronde de nuit

Frans Banning Cocq, personnage central de La Ronde de nuit de Rembrandt.

Frans Banninck Cocq est lieutenant de la schutterij de la garde civile d'Amsterdam du premier district et capitaine de celle du deuxième district d'environ 1635 à environ 1646. De 1646 à 1650 environ, il est colonel dans la milice, grade qu'il doit abandonner lorsqu'il est élu maire. De 1648 à 1654, en tant que gouverneur du Handboogdoelen, le quartier général des arquebusiers, Frans Banninck Cocq est membre d'un conseil d'administration de quatre hommes chargé de l'administration de la guilde des arquebusiers et de ses biens mobiliers et immobiliers.
Banninck Cocq est principalement connu aujourd'hui pour avoir commandé la toile La Ronde de nuit au célèbre peintre hollandais Rembrandt van Rijn qui en a fait le personnage principal entouré de la compagnie civile de gardes qu'il commandait. Bien que connu sous le nom de La Ronde de nuit, ce n'est pas le titre original ; à cette époque il est en effet inhabituel d'intituler des tableaux mais s'il y avait bien un nom, le plus correct serait La Compagnie du Capitaine Frans Banning Cocq et du Lieutenant Willem van Ruytenburch. Le tableau se distingue, entre autres, par son immense format : environ 3,35 × 4,26 m. Le tableau peint en 1642, est exposé au Rijksmuseum d'Amsterdam.

### Succession

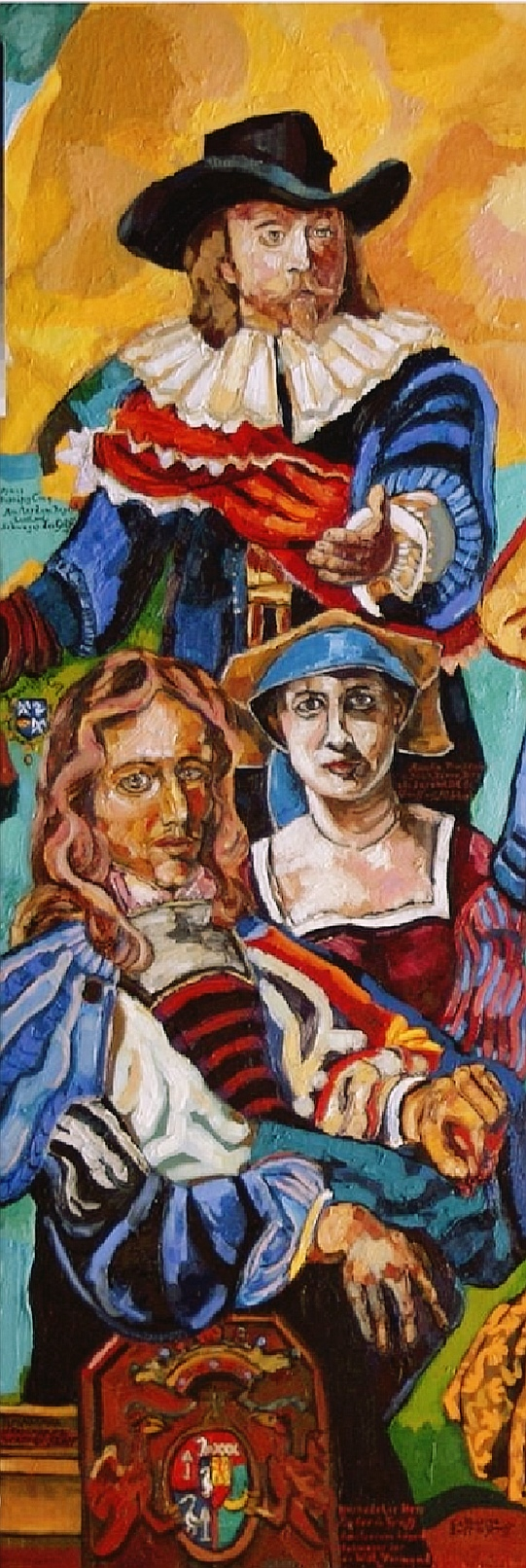
Frans Banning Cocq (arrière) avec son neveu et héritier Pieter de Graeff (avant). Détail du tableau Ahnenfolge (Succession ancestrale/Ancestralité) de Matthias Laurenz Gräff (thèse de diplôme "Weltaußenschau-Weltinnenschau", 2007).

Frans Banninck Cocq décède le jour de l'an 1655 et est inhumé le 6 janvier 1655 ; sa chapelle funéraire est située dans l'Oude Kerk,.
Son héritage revient à sa veuve Maria, qui nomme sa cousine Catharina Hooft (fille de la tante paternelle de Maria Geertruid Overlander ; 1577-1653) et ses deux fils, ses neveux Pieter de Graeff et Jacob de Graeff comme héritiers à sa mort en 1678. Catharina et Jacob héritent de la seigneurie libre de Purmerland et d'Ilpendam tandis que Pieter hérite de leur fortune de 200 000 florins et après la mort de Jacob (1690) et de Catharina (1691) de la seigneurie.

## Album de famille de Frans Banninck Cocq
Un album de famille en en deux volumes mesurant environ 19 × 15 centimètres, créé par Frans Banninck Cocq, contient de nombreux dessins en couleurs et aquarelles en plus d'un exemplaire de La Ronde de nuit. À côté de sa généalogie familiale, illustrée de plusieurs blasons, sont représentés de nombreux édifices auxquels Banninck Cocq est associé : le château familial d'Ipenstein à Ilperdam, la maison De Dolphijn à Amsterdam Singel 140-142, les Handboogdoelen dont il est gouverneur et un dessin de La Ronde de nuit de Rembrandt d'après une copie de Gerrit Lundens. De nombreuses illustrations sont probablement peintes par Frans Banninck Cocq lui-même ; le livre est achevé vers 1654. La Ronde de nuit a été probablement été peinte par Jacob Colijns, qui, avec le poète Joost van den Vondel, a aidé Frans à élaborer cette histoire familiale. Un certain nombre d'ajouts manuscrits sont faits par son neveu et plus tard héritier, Pieter de Graeff, après sa mort en 1655, qui face à la perte de toute fonction publique après le Rampjaar de 1672 a des raisons et l'opportunité d'améliorer son histoire familiale. Il est possible que d'autres dessins et aquarelles du livre de famille aient également été ajoutés par Colijns après la mort de Frans Banninck Cocq, qui a également modifié ou falsifié des documents sur d'autres familles liées à lui en faveur de De Graeff,.
Dans la littérature historique, cet album de famille a longtemps été considéré comme une preuve de la vanité de Frans Banninck Cocq, qui lui attribue aussi la fausse représentation de l'histoire familiale. En fait, Banninck Cocq lui-même attachait une grande importance à la description véridique de ses origines et de ses conditions de vie, qu'en tant que l'un des principaux patriciens d'Amsterdam, il n'avait aucune raison de blanchir. L'album de famille n'a certainement pas été produit dans un but de vantardise, mais avait le rôle d'une autobiographie illustrée pour Banninck,.
L'historien néerlandais Johan Engelbert Elias, qui a publié son histoire en deux volumes du gouvernement de la ville d'Amsterdam De vroedschap van Amsterdam, 1578–1795 entre 1903 et 1905, n'a pas perçu les contrefaçons de De Graeff et a combiné les deux familles en une seule, mais cela pourrait être réfuté au XXIe siècle par de nouvelles recherches et les armoiries familiales complètement différentes,. L'album de famille appartient toujours à la famille De Graeff et est en prêt permanent au Cabinet des estampes du Rijksmuseum Amsterdam.

Aquarelles et dessins de l'album de famille de Frans Banninck Cocq
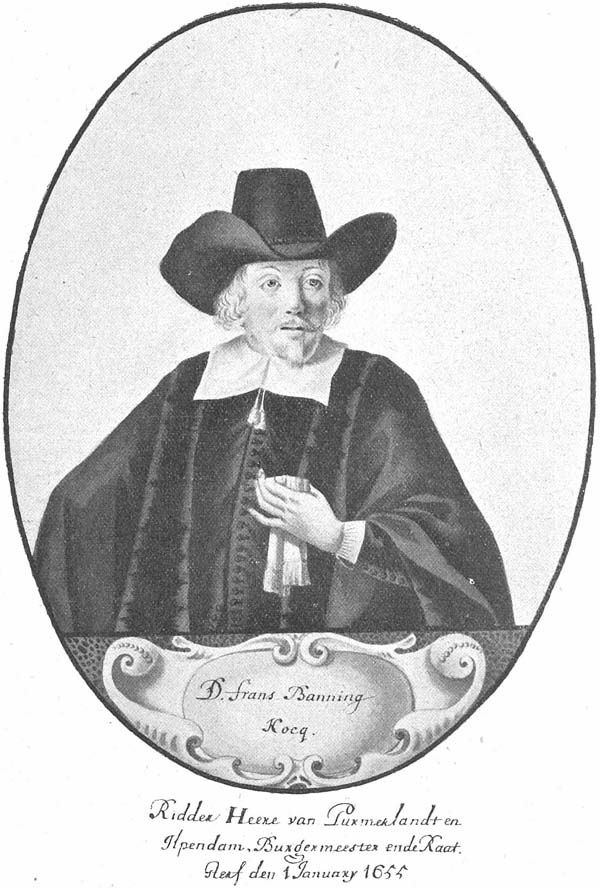
Portrait de Frans Banninck Cocq, l’inscription « Dr Frans Banning Kocq » est probablement de Pieter de Graeff.
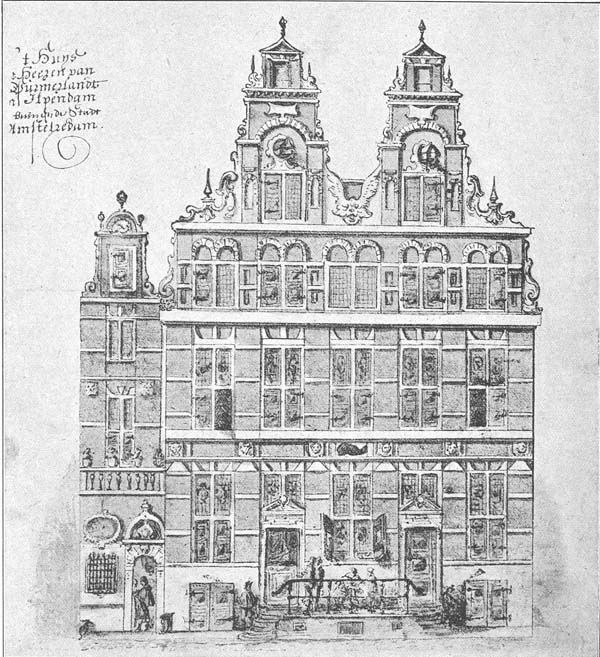
Maison de Frans Banninck Cocqs, De Dolphijn, Singel 140–142.
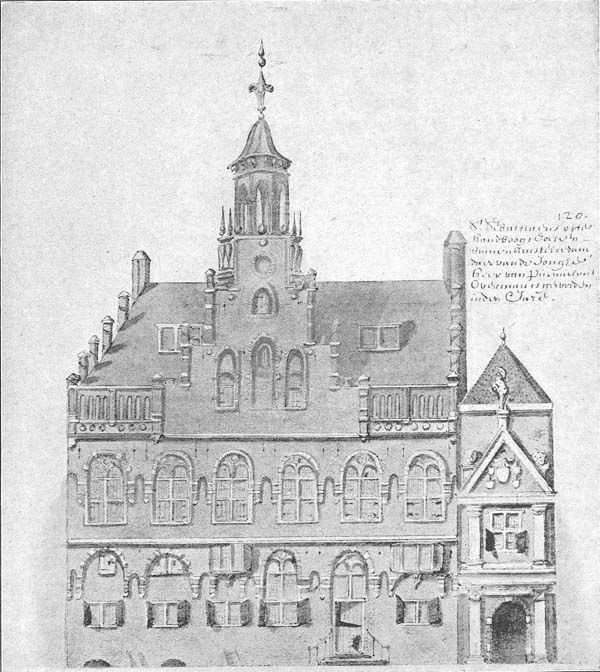
Handboogsdoelen à Amsterdam, siège des archebusiers dont Banninck Cocq est le gouverneur de 1648 à 1654.
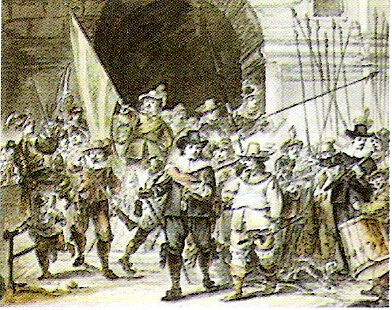
La Ronde de nuit, d'après la copie de Gerrit Lundens.

## Portraits
Le portrait qui a fait la renommée mondiale de Frans Banninck Cocq au fil des siècles est son interprétation en tant que capitaine d'une compagnie d'arquebusiers dans La Ronde de nuit de Rembrandt. Banninck Cocq était le seul membre payant de la commande dont la satisfaction à l'égard de la performance artistique est documentée. Parmi les nombreuses copies de La Ronde de nuit, deux revêtent une importance particulière en ce qu'elles ont été commandées ou peintes par Frans Banninck Cocq. La copie peinte à l'huile sur chêne par Gerrit Lundens vers 1653 est en prêt permanent de la National Gallery de Londres au Rijksmuseum d'Amsterdam depuis 1958. Elle a été commandée par Frans Banninck Cocq et diffère de l'original par un certain nombre de détails, tels que le nombre de piques et le déroulement des étapes. Comme elle a été créée avant 1653, le cartouche avec le nom des protagonistes, qui a été peint sur La Ronde de nuit de Rembrandt cette année-là, est manquant. La copie de Lunden est d'une grande importance dans l'histoire de l'art, car elle reproduit encore les parties du tableau qui ont été coupées en 1715 et sont irrémédiablement perdues. L'aquarelle du livre de famille de Frans Banninck Cocq a probablement été peinte par Jacob Colijns à partir de cette copie et non de l'original. Elle en constitue le feuillet 142 de la première partie qui suit immédiatement un document inséré plus tard, qui est daté de décembre 1649. L'aquarelle est une copie beaucoup plus grossière que son original.
Wybrand de Geest peint en 1630, deux portraits pompeux grandeur nature comme Les portraits de mariage de Maria Overlander et de Frans Banninck Cocq. Les peintures, exécutées à l'huile sur toile, restent en possession de la famille de Graeff au château d'Ilpenstein jusqu'à ce qu'il soit vidé et démoli en 1872. Les deux tableaux sont achetés aux enchères par le percepteur Burchard Theodoor Elias, qui les fait passer pour des portraits de ses propres ancêtres, l'avocat d'Amsterdam Floris Elias (1627-1684) et son épouse Debora Pancras († 1668). Ils restent en possession de sa famille jusqu'au milieu du XXe siècle. La veuve de son petit-fils les donne à la ville de Delft à sa mort en 1975, où ils sont suspendus dans la salle des mariages de l'hôtel de ville de Delft depuis 1992. En 2002, les peintures se trouvent au Prinsenhof de Delft où elles sont examinées et identifiées comme Frans Banninck Cocq et Maria Overlander.
Au plus fort de sa carrière militaire et politique, Frans Banninck Cocq, en tant que gouverneur des Handboogsdoelen et maire d'Amsterdam, est représenté dans un portrait de groupe par Bartholomeus van der Helst. Vers 1650, les champs de tir pour les tireurs à l'arc long anglais, à l'arbalète et au mousquet ont perdu leur fonction. Ils sont recouverts, tout comme celui derrière les Handboogsdoelen, que Banninck Cocq gère avec trois autres hommes. Les Doelens ont désormais la fonction de tavernes et de lieu de réunion des riches et puissantes corporations de fusiliers, dans lesquelles se tiennent des fêtes et des réunions, mais aussi des réceptions officielles. Leur ameublement somptueux avec de la vaisselle en argent et de nombreuses pièces de tirailleurs et autres peintures sur les murs, témoignent de leur position sociale exceptionnelle. Une condition préalable à l'élection à l'organe exécutif est le grade d'au moins capitaine. Étant donné que les membres sont nommés à vie et reçoivent une part des bénéfices des Doelens, les sièges sont particulièrement recherchés parmi les maires actuels et anciens. Entre 1653 et 1656, Bartholomeus van der Helst peint trois peintures à l'huile de grand format représentant les chefs des trois guildes de fusiliers d'Amsterdam. Les quatre syndics de la guilde des arbalétriers de saint Sébastien sont représentées dans Les Syndics des arbalétriers de saint Sébastien à Amsterdam (De Overlieden van de Handboogdoelen), en 1653. Frans Banninck Cocq est assis à gauche du tableau, tenant un gobelet d'apparat en argent. Le tableau et ses deux pendants créés dans les années suivantes avec les chefs des deux autres corporations ont une fonction représentative. Tout comme La Ronde de nuit notifie la valeur des citoyens d'Amsterdam, ces tableaux de tireurs d'élite montrent la prospérité et l'importance économique des guildes avec l'affichage de précieux gobelets en argent et d'objets de cérémonie.
D'autres portraits de Frans Banninck Cocq ont été réalisés d'après sa représentation dans La ronde de nuit dont un dessin à la craie de Jean-Honoré Fragonard au musée des Beaux-Arts et d'Archéologie de Besançon, vers 1765.
En 2007, l'artiste autrichien Matthias Laurenz Gräff – un lointain descendant de Banninck Cocq – a utilisé le tableau de Rembrandt représentant Frans Banninck Cocq de La Ronde de nuit dans le cadre de sa série de diplômes.

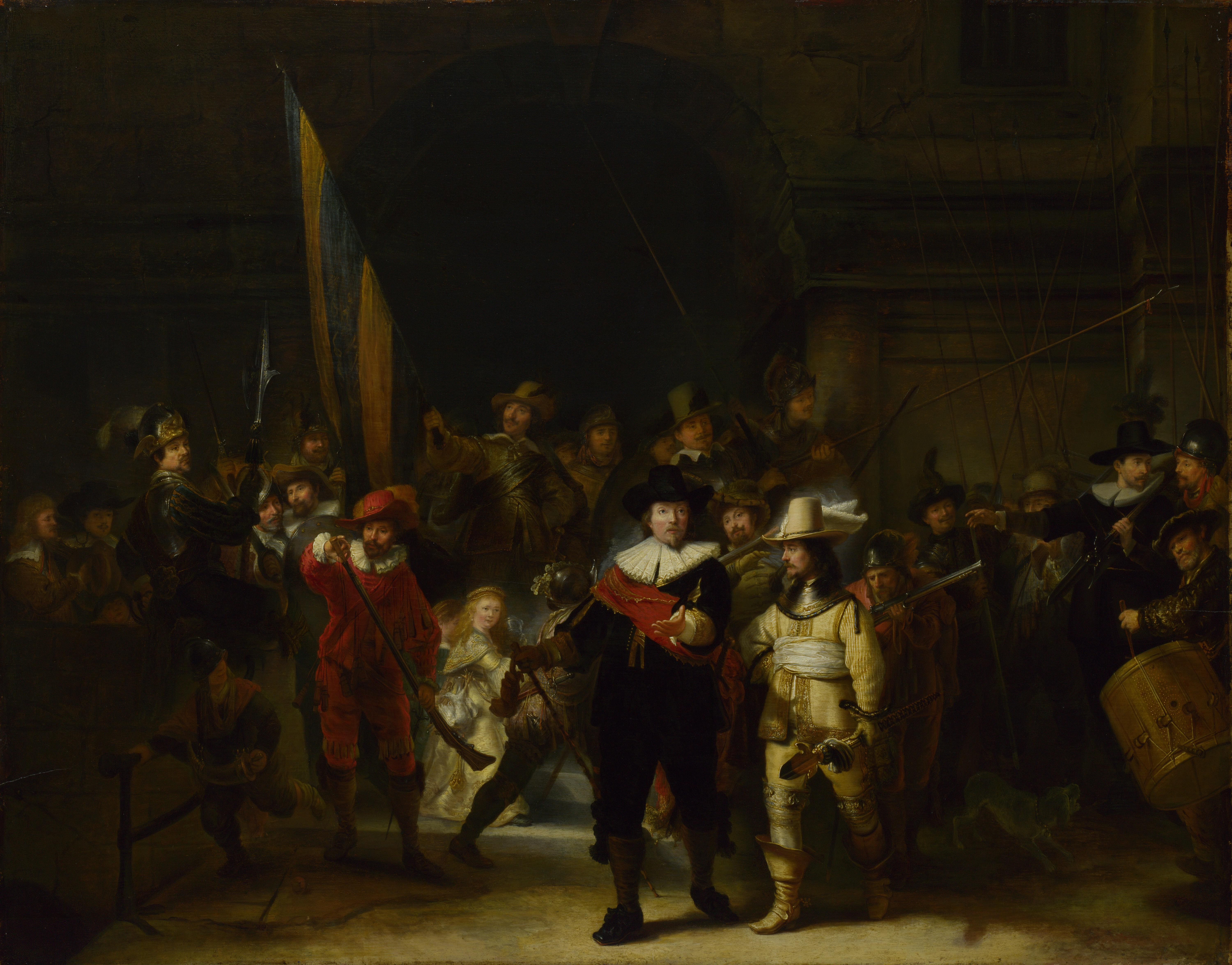
Gerrit Lundens, Copie de La Ronde de nuit, avant 1653, huile sur panneau de chêne, Rijksmuseum Amsterdam en prêt permanent de la National Gallery, Londres.
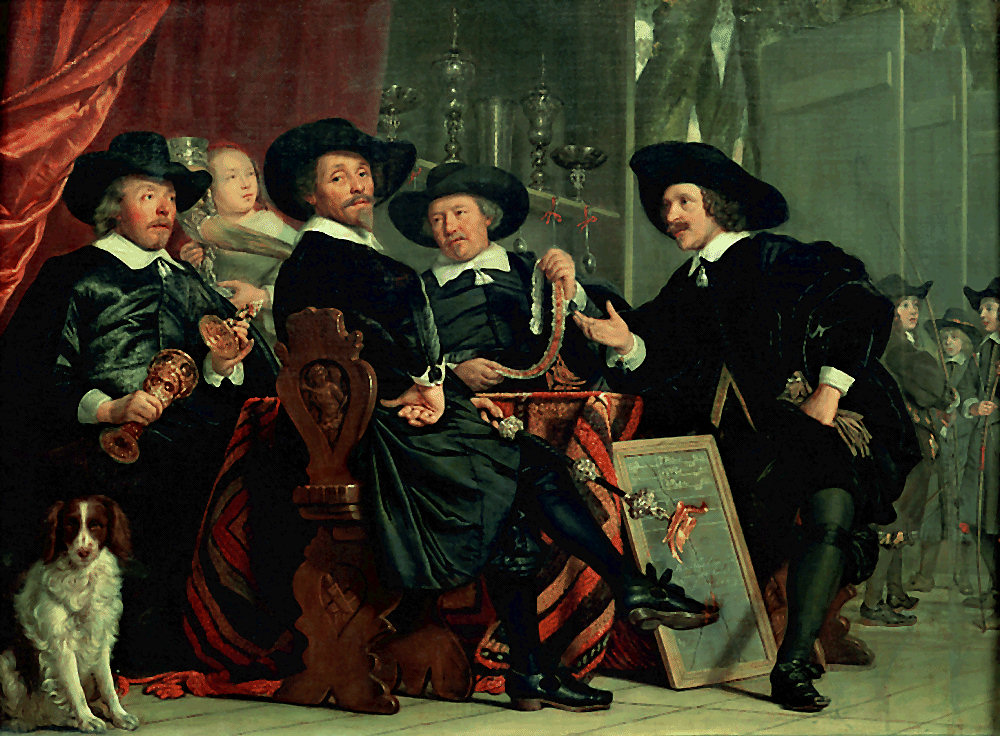
Bartholomeus van der Helst, Les Syndics des arbalétriers de saint Sébastien à Amsterdam, Frans Banninck Cocq est à gauche.
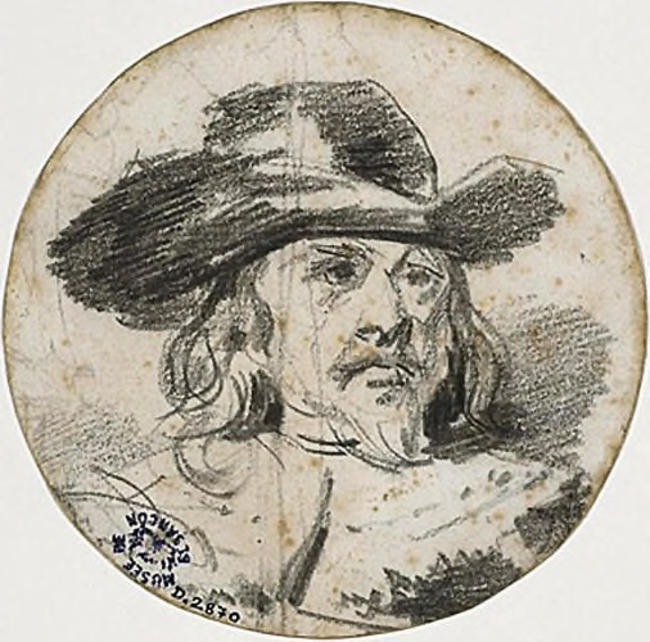
Portrait de Frans Banning Cocq d'après La Ronde de nuit, Jean-Honoré Fragonard,v. 1761-1767, Musée des Beaux-Arts et d’Archéologie de Besançon.

## Médaille Frans Banninck Cocq
Depuis 1996, la ville d'Amsterdam décerne la médaille Frans Banninck Cocq (Frans Banninck Cocq Penning) comme récompense aux habitants d'Amsterdam qui ont accompli des réalisations d'importance au moins nationale dans le domaine culturel, social ou économique pendant au moins dix ans. La médaille a été conçue par Mirjam Mieras et est en acier inoxydable poli. Elle est présentée dans un coffret noir avec un portrait de Frans Banninck Cocq imprimé sur le couvercle. Lorsque la boîte est ouverte, le portrait se reflète dans la surface polie de la médaille. L'inscription marginale mentionne le nom et les données biographiques de Banninck Cocq ; le nom du lauréat, la ville d'Amsterdam et la date de l'attribution sont estampillés au verso. Le prix comprend une épinglette en argent portant les initiales BC à l'envers.
André van Duin, Liesbeth List, Duncan Stutterheim, Jeroen Krabbé, Luud Schimmelpennink, Igone de Jongh et le vétéran Libanais Eugene Sandel, entre autres, ont déjà été récompensés par cet honneur.

## Postérité
Le groupe de rock progressif Ayreon lui a consacré le morceau The Shooting Company of Captain Frans B. Cocq dans son album Universal Migrator Part 1: The Dream Sequencer.